# 大山轟介
大山 轟介（おおやま ごうすけ、1938年6月7日 - ）は、日本の経営者。キユーピー社長を務めた。石川県出身。

## 来歴・人物
1961年に東京水産大学製造科を卒業し、同年にキユーピーに入社。1989年に取締役に就任し、常務、専務を経て、1999年2月に社長に就任。2004年2月から相談役を務めた。2006年6月から亀田製菓監査役も務めた。
2010年4月に旭日中綬章を受章。